# Mumifizierung
Die Mumifizierung ist eine künstlich vom Menschen betriebene Technik zur Konservierung eines Körpers oder Körperteils eines Lebewesens unter bestimmten, meist trockenen Bedingungen. Wird ein ganzer Körper mumifiziert, spricht man von einer Mumie. Entsteht eine Mumie nicht aufgrund menschlichen Eingreifens, sondern aufgrund eines natürlich ablaufenden Prozesses, so spricht man nicht von einer Mumifizierung, sondern von einer Mumifikation. Auch die Herstellung von Trockenfisch oder Backobst ist von ihrem Prinzip her eine Mumifizierung. Die Einbalsamierung repräsentiert bei der Mumifizierung zwar einen wichtigen Schritt, stellt für sich alleine aber nicht die komplette Mumifizierung dar. Eine Gleichsetzung der Begriffe kann deshalb nicht vorgenommen werden, obwohl sie eng miteinander verwandt sind.

## Mumifizierung im Alten Ägypten
Die Ägypter glaubten an eine Wiederbelebung nach dem Tod; diese war aber nur möglich, wenn die Seele den Körper wiederfinden und wiedererkennen konnte. Dafür musste der Körper unversehrt sein. So entstand der Brauch der Mumifizierung. Diese Technik, die vor allem mit den alten Ägyptern assoziiert wird, bestand zunächst aus dem Herausziehen des Gehirns durch die Nase mittels Haken und dem Öffnen des Leichnams durch Keilschnitt, abdominal-lateral (Bauch, Unterbauch-seitlich) oder durch Weiten des Anus.
Nun folgte der Schritt der Einbalsamierung. In die geschaffene Öffnung wurde eine Mischung aus Zedernöl, Radieschenpresssaft und Myrrhenöl eingeträufelt, dann der Leichnam mit angewinkelten Knien zusammengebunden und in einen länglichen, großen Tontopf (Pithos) gesteckt, der mit speziellem Öl aufgefüllt wurde. Dort verblieb der Leichnam etwa vier bis sechs Wochen und wurde dann entnommen. Die inneren Organe, die sich durch die Ölmischung verflüssigt hatten, flossen ab; nur das Skelett und die Haut blieben übrig. Der Leichnam wurde gewaschen und äußerlich mit einer Mischung aus Kamel- oder Pferdeurin, speziellen Ölen und manchmal auch Weihrauchharz gegerbt.
Bei hochgestellten Persönlichkeiten war es üblich, die inneren Organe in spezielle Gefäße zu verbringen, den Kanopen. Sie wurden also nicht verflüssigt. Das Herz beließ man zumeist an seinem Platz in der ausgestopften Leiche. Gelegentlich wurde der Leichnam zusätzlich mit einer Mischung aus Wolle, getrockneten, antiseptischen, wohlriechenden Kräutern und Weihrauchharzperlen ausgestopft.

## Mumifizierung in Südamerika und Asien
Auch verschiedene Völker Südamerikas (beispielsweise die Chinchorro-Kultur) praktizierten Mumifizierung. Jahrhundertealte Traditionen in ritueller Selbstmumifikation bestanden in Japan in Form des Sokushinbutsu und in Tibet.

## Feuer-Mumifizierung
Eine andere Art der Mumifizierung stellt die Feuer-Mumifizierung der Ibaloi-Kultur in der Provinz Benguet, Philippinen, dar. Bei dieser Art der Mumifizierung wurde kurz vor dem Ableben des Betroffenen bereits die Vorbereitungen zur Mumifizierung eingeleitet, indem man dem Betroffenen stark salz- und alkalihaltige Getränke zuführte. Nach dem Ableben wurde der Tote in sitzender Haltung über einem Feuer geringer bis mittlerer Intensität positioniert, bis der Körper vollkommen dehydriert war. Dieser Vorgang konnte bis zu zwei Jahre dauern und zum Abschluss wurde der Körper mit Pflanzenextrakten einbalsamiert. Diese Art der Mumifizierung wurde vom 10. bis 16. Jahrhundert durchgeführt und gilt weltweit als zweites Beispiel für eine aktive Mumifizierung von Toten, die mit einer anderen Technik durchgeführt wurde als die Methode der Mumifizierung im Alten Ägypten. Diese Mumien sind als „Kabayan-Mumien“ bekannt geworden und stehen seit 2006 auf der Vorschlagsliste der Philippinen zur Aufnahme in die Welterbeliste der UNESCO.

## Rauchmumifizierung
Bei dieser Technik wird der Leichnam, nachdem er gewaschen und mit bestimmten Substanzen vorbehandelt wurde, zusammengebunden und an einem Ast aufgehängt, unter dem ein stark rauchendes Feuer entzündet wird. Der Leichnam hängt dort mehrere Tage und färbt sich im Verlauf des Vorgangs schwarz. Anschließend wird er begraben. Diese Technik war bei den Ureinwohnern Australiens und Neuseelands Brauch, allerdings finden sich auch im alten Indien Spuren dieser Mumifizierungsmethode.
Diese Technik erlaubt es auch, Lebensmittel haltbar zu machen (siehe auch Räuchern).

## Mellifikation
Mellifikation bezeichnet einen Prozess, bei dem eine menschliche Leiche in Honig mazeriert wird. Die konservierende Wirkung von Honig erklärt sich anhand seines geringen Wassergehalts, der durch Osmose austrocknend wirkt, seines relativ niedrigen pH-Werts sowie aus verschiedenen antibiotisch wirkenden Substanzen, die in ihm enthalten sind. Honig wurde in der Begräbniskultur verschiedener Kulturen verwendet: So konservieren beispielsweise burmesische Priester berühmte Äbte in mit Honig gefüllten Särgen. Auch Alexander der Große soll nach seinem Tod in Honig konserviert worden sein.

## Selbstmumifizierung
Japanischen Mönchen gelang durch die Praxis des Sokushinbutsu eine Selbstmumifizierung durch die Befolgung eines speziellen Ablaufs von Handlungen und Diäten. Ein ähnliches Vorgehen wird aus Tibet berichtet.

## Mumifizierung in der Neuzeit
Auch in der Neuzeit wurden Leichname für die Nachwelt konserviert – nicht aus religiösen, wohl aber aus ideologischen Gründen. Beispiele dafür sind die Mumien von Lenin, Mao Zedong, Kim Il-Sung und Kim Jong-il. Die wohl am besten erhaltene Mumie ist die der zweijährigen Rosalia Lombardo, die sich seit 1920 im Gruftgewölbe des Kapuzinerkonvents in Palermo befindet.

## Natürliche Mumifizierung
Teils beabsichtigt, teils unbeabsichtigt, können Leichen unter bestimmten Umständen auf natürliche Weise selbst mumifizieren.
Zum einen ist die Mumifizierung durch den Ausschluss von Sauerstoff zu nennen, was zu einer Wachsleiche führt. Der Ausschluss von Sauerstoff verhindert die Verwesungsprozesse. Auch die im Körperinneren stattfindenden Fäulnisprozesse, die ohne Sauerstoff mit Hilfe körpereigener Enzyme stattfinden, werden durch die Abfallprodukte, die sie selbst produzieren und die nicht entweichen können (z. B. Ammoniak), gestoppt. Dadurch wird die Leiche konserviert. Es gibt Berichte, dass auf manchen deutschen Friedhöfen Mumifizierungen bei im Sarg bestatteten Leichen auftreten. Dies stellt ein Problem dar, da sie sich nicht in der vorgesehenen Zeit zersetzen, der Friedhofplatz aber eine festgelegte Liegedauer hat und danach anderweitig freigegeben werden soll. Bei Erdbestattung kommt der Ausschluss von Sauerstoff und damit das unerwünschte Entstehen von Wachsleichen beispielsweise durch eng anliegende Totenkleider aus Kunststofffasern zustande, oder am wenig luftdurchlässigen Boden (z. B. Lehmboden). Auch begünstigt die prämortale Einnahme von Antibiotika oder geringe Mengen radioaktiver Strahlung die Mumifizierung als Wachsleiche. Ein prominentes Beispiel für Mumifizierung durch Ausschluss von Sauerstoff ist die Marquise von Dai.
Einen zweiten Weg der natürlichen Mumifizierung bildet das Austrocknen. Dabei liegt der Leichnam in einer Umgebung, die gut und trocken belüftet ist und in der idealerweise Flüssigkeiten ablaufen können. Durch den Feuchtigkeitsentzug werden die Fäulnis- und Verwesungsprozesse gestoppt. Als Beispiele können ein heißer windiger Wüstenboden oder eine belüftete Grabstätte genannt werden wie etwa die Michaelergruft in Wien. Natürliche „Konkurrenten“ dieser Mumifizierungsart sind Insekten oder andere Tiere, die ihre Eier auf der Leiche ablegen, bzw. Aasfresser. Als eine besondere Form der Austrocknung kann die Gletscherleiche beschrieben werden, deren Mumifizierung der Gefriertrocknung geschuldet ist. Ein Beispiel ist Ötzi.